# ويليام شابمان
ويليام شابمان هو كاتب وصحفي وشاعر كندي، ولد في 13 ديسمبر 1850 في بوسفيل في كندا، وتوفي في 23 فبراير 1917 في أوتاوا في كندا.